# Monã
Monã ou Monan é conhecido na crença tupi-guarani como o deus criador do mundo, do céu, da terra e dos seres vivos.
A representação de Monã é como algo infinito. Para os índigenas das nações falantes das línguas tupi-guaranis não há as noções cristãs de Paraíso ou Inferno, mas sim a "Terra sem males", local onde eles vivem com os seus ancestrais e deuses, sem guerra, fome ou qualquer mazela humana.

## Lenda
Monã criou o céu, a Terra, os animais e os homens. Vivia entre os homens na Terra e os amava como a filhos. Mas os homens começaram a viver conforme seus desejos, esquecendo de Monã e seus ensinamentos. Monã não gostou da ingratidão e das maldades praticadas e deixou a Terra e os homens. Enviou Tata (o fogo) para incendiar tudo. O incêndio foi tão grande, que criou depressões e elevações no solo, surgindo assim as montanhas. Irin-Magé foi a única pessoa a se salvar do grande incêndio, pois estava na Terra de Monã. Irin-Magé chorando, questionou Monãː - "Você, meu pai, deseja acabar também com o céu? De que me serve viver sem alguém semelhante a mim?". Monã, por compaixão, enviou uma forte chuva para apagar o incêndio. As águas dessa chuva não tinham para onde escoar, e formaram um lago imenso, chamado Paraná. (o mar). E suas águas são salgadas devido a mistura com as cinzas do incêndio. Monã, vendo a Terra ficar bonita novamente, deu a Irin-Magé uma mulher para que pudessem povoar a Terra com seus filhos e que esses fossem melhor que os primeiros homens. Deste casal, entre outros, nasceu um grande Caraíba, homem de maravilhoso saber, e que pelas obrAs prodigiosas que fazia era denominado Maire-Monan.